# 善照寺 (柏市)
善照寺（ぜんしょうじ）は、千葉県柏市にある時宗の寺院。

## 概略と沿革
1302年（乾元元年）、他阿によって開山された。
時宗の指導者である遊行上人は、その名が示すように各地を遊行し、賦算と踊念仏を行っていた。
記録によれば、1727年（享保12年）、1729年（享保14年）、1743年（寛保3年）、1770年（明和7年）、1813年（文化10年）に遊行上人一行の訪問を受けている。
遊行上人一行は大名行列並の人員を引き連れたので、訪問時には多くの人で賑わったという。

## 交通アクセス
- 東武バス古谷入口バス停留所で下車、徒歩5分。